# Jirō
Cet article possède des paronymes, voir Jiro.
Cette page présente le prénom Jirō ainsi que ses variantes.
Jirō (じろう) est un prénom japonais masculin, signifiant à l'origine « le cadet ». Dans la famille japonaise traditionnelle, il est précédé par Ichirō ou Tarō, « l'ainé », et suivi par Saburō, le « troisième fils ».
Ce prénom est assez fréquent et se retrouve actuellement principalement parmi les adultes. Il peut être composé avec un préfixe : Eijirō, Genjirō, Ginjirō, Hidejirō, Kanjirō, Keijirō, Kenjirō, Kinjirō, Kōjirō, Reijirō, Ryūjirō, Seijirō, Shinjirō, Yōjirō, etc.

## En kanji
Kanjis originaux, toujours les plus fréquemment utilisés : 二郎 ou 次郎.
Le son « rō » peut s'écrire également 朗, signifiant « clair » et non « fils ».
Pour le début du prénom, « ji », on trouve aussi :
- 治 ;
- 慈 ;
- 滋 ;

voire : 児, 路 et 示.

## Personnes célèbres
- Pour l'ensemble des articles sur les personnes portant ce prénom, consulter :
  - la liste des articles dont le titre commence par ce prénom
  - les listes produites par Wikidata : Liste des personnes de prénom « Jirō » — même liste en incluant les éventuels prénoms composés qui contiennent « Jirō ».
- Jirō Akagawa (赤川 次郎, Akagawa Jirō?) est un écrivain japonais ;
- Jirō Horikoshi (堀越 二郎, Horikoshi Jirō?) est un ingénieur japonais ;
- Jirō Kawakita (川喜田 二郎, Kawakita Jirō?) est un ethnologue japonais ;
- Jirō Nitta (新田 次郎, Nitta Jirō?) est un écrivain japonais ;
- Jirō Ōtsuka (次郎大塚, Ōtsuka Jirō?) est un karateka japonais ;
- Jirō Taniguchi (谷口 ジロー, Taniguchi Jirō?) est un auteur de mangas japonais ;
- Jirō Yoshihara (吉原 治良, Yoshihara Jirō?) est considéré comme  le fondateur du mouvement d'avant-garde japonais Gutai.

## Au cinéma
Jirō Ichimonji est un personnage du film Ran d'Akira Kurosawa.